# Это очень забавная история
«Это очень забавная история» (англ. It’s Kind of a Funny Story) — американская драма режиссёров Анны Боден и Райана Флека, снятая по одноимённому роману Неда Виззини. Премьера в США состоялась 24 сентября 2010 года, мировая премьера — 26 сентября 2010 года.
Слоган фильма: «Иногда мысли в твоей голове не такие уж сумасшедшие, как ты думаешь».

## Сюжет
16-летний парень Крейг страдает клинической депрессией. Проблемы подросткового возраста очень влияют на юношу. Родители несерьёзно относятся к его проблеме. Они больше заняты своими делами, хотя и следят за состоянием сына. Крейг взволнован из-за учёбы: он боится провалить экзамены в элитную летнюю школу, боится не поступить в университет, остаться без девушки, не найти престижной работы и комфортабельного жилья.
В связи с накопившимися проблемами Крейг обращается к доктору и делится с ним своими переживаниями. В итоге парню предлагают отправиться в психиатрическую лечебницу. Юноша думает, что ему просто пропишут лекарства и отправят домой, но врачи решают оставить его в больнице на пять дней.
Молодёжное отделение закрыто на ремонт, поэтому Крейга помещают в отделение для взрослых. Там он знакомится с Бобби — мужчиной, который вскоре становится его другом и наставником. У Бобби есть жена и восьмилетняя дочь, но супруга не разрешает часто им общаться.
Крейг пытается узнать у Бобби, почему он оказался в больнице, но тот не хочет ему рассказывать. В один день Бобби решает вытащить парня на прогулку. Они переодеваются в медицинские халаты, подкупают охранника и отправляются в спортзал поиграть в баскетбол. Там Крейг вновь задает Бобби вопрос о причине пребывания его в психиатрической больнице. Оказывается, Бобби пытался шесть раз покончить жизнь самоубийством. Когда Крейг рассказывает Бобби, что пытался спрыгнуть с моста, Бобби отвечает, что если бы у него была такая жизнь, как у парня, такие друзья и такая семья, он бы ни за что так не поступил.
В больнице Крейг знакомится с девушкой Ноэль, которая также оказалась в лечебнице из-за попыток самоубийства. Они проводят вместе много времени, и вскоре парень понимает, что влюбился.
Перед тем, как попасть в больницу, Крейг считал, что он неудачник и его жизнь — сплошная катастрофа, но после выхода из лечебницы он понимает, что в мире существует множество людей, у которых гораздо более сложные проблемы, что он просто не ценил свою семью, дом и своих друзей. Парень начинает любить свою жизнь.

## В ролях
| Актёр            | Роль                           |
| ---------------- | ------------------------------ |
| Кейр Гилкрист    | Крейг Гилнер                   |
| Эмма Робертс     | Ноэль                          |
| Зак Галифианакис | Бобби пациент больницы         |
| Виола Дэвис      | доктор Эден Минерва            |
| Зои Кравиц       | Ниа подруга Крейга             |
| Томас Манн       | Аарон Фицкарральдо друг Крейга |
| Аасиф Мандви     | доктор Махмуд                  |
| Бернард Уайт     | Муктада                        |
| Лорен Грэм       | Линн Гилнер мама Крейга        |
| Джим Гэффиган    | Джордж Гилнер отец Крейга      |
| Джереми Дэвис    | Смитти работник лечебницы      |

## Саундтрек
- Broken Social Scene — Not At My Best
- The Damned — Smash It Up (Parts 1 & 2)
- The Wowz — Happy Today
- White Hinterland — Icarus
- Elden Calder — Where You Go
- Mayer Hawthorne — The Ills
- Method Man & Redman — Da Rockwilder
- The Pink Mountaintops — Tourist In Your Town
- Maxence Cyrin — Where Is My Mind
- The Middle East — Blood
- Little Denise — Check Me Out
- Rachid Taha — Habina
- Broken Social Scene — Major Label Debut (Fast)
- Broken Social Scene — Sweet Number One
- David Bowie & Queen — Under Pressure
- The XX — intro
- The Drums — Let’s Go Surfing
- Black Sabbath — It’s Alright